# Cima dei Preti
Cima dei Preti (2703 m n. m.) je hora v Jižních Karnských Alpách v severní Itálii. Nachází se na hranicích mezi regiony Furlansko-Julské Benátsko a Benátsko na území Přírodního parku Furlanské Dolomity. Jedná se o nejvyšší horu pohoří.